# Prima Categoria 1907
Prima Categoria 1907 là mùa giải thứ 10 của giải bóng đá vô địch quốc gia Ý, với Milan là đội giành ngôi vô địch.

## Vòng loại

### Piedmont
Thi đấu ngày 13/1 và 3/2
| Đội 1  | TTS | Đội 2    | Lượt đi | Lượt về |
| ------ | --- | -------- | ------- | ------- |
| Torino | 6–2 | Juventus | 2–1     | 4–1     |

### Liguria
Thi đấu ngày 13/1 và 3/2
| Đội 1        | TTS | Đội 2 | Lượt đi | Lượt về |
| ------------ | --- | ----- | ------- | ------- |
| Andrea Doria | 4–2 | Genoa | 1–1     | 3–1     |

### Lombardy
Thi đấu ngày 13/1 và 3/2
| Đội 1 | TTS | Đội 2       | Lượt đi | Lượt về |
| ----- | --- | ----------- | ------- | ------- |
| Milan | 7–0 | US Milanese | 6–0     | 1–0     |

## Vòng chung kết

### Xếp hạng cuối cùng
| VT | Đội          | ST | T | H | B | BT | BB | HS  | Đ | Giành quyền tham dự |
| -- | ------------ | -- | - | - | - | -- | -- | --- | - | ------------------- |
| 1  | Milan (C)    | 4  | 2 | 2 | 0 | 10 | 3  | +7  | 6 | Vô địch             |
| 2  | Torino       | 4  | 1 | 3 | 0 | 6  | 3  | +3  | 5 |                     |
| 3  | Andrea Doria | 4  | 0 | 1 | 3 | 0  | 10 | −10 | 1 |                     |

### Kết quả
| Đội 1        | Tỉ số         | Đội 2        |
| ------------ | ------------- | ------------ |
| Andrea Doria | 0–0           | Torino       |
| Torino       | 1–1           | Milan        |
| Milan        | 5–0           | Andrea Doria |
| Milan        | 2–2           | Torino       |
| Andrea Doria | 0–2           | Milan        |
| Torino       | 2–0 (bỏ cuộc) | Andrea Doria |